# Psychotria pyramidata
Psychotria pyramidata är en måreväxtart som beskrevs av Adolph Daniel Edward Elmer. Psychotria pyramidata ingår i släktet Psychotria och familjen måreväxter. Inga underarter finns listade i Catalogue of Life.